# DDR-Skimeisterschaften 1987
Die 39. DDR-Skimeisterschaften fanden vom 7. bis zum 15. März 1987 im sächsischen Klingenthal statt. In elf Entscheidungen, sieben Einzel- und vier Mannschaftswettbewerben, der Nordischen Skidisziplinen Langlauf, Skispringen und Nordische Kombination hatten 185 Starter gemeldet. Die lange Austragungsdauer war durch den internationalen Sportkalender bedingt, der erstmals zu einer Trennung zwischen den Sprung- und Laufwettbewerben führte, zwischen denen noch der Dienstag als Ruhetag lag. Einige Spitzenlangläufer waren nämlich am ersten Austragungswochenende noch bei den Schwedischen Skispielen in Falun zugegen. Diese Zweiteilung stieß auch in der Presse nicht auf einhellige Begeisterung. Die Langstreckenmeisterschaften über 20 km der Frauen und 50 km der Männer wurden am 20. März 1987 in Masserberg ausgetragen.

## Langlauf

### Männer

#### 15 km
Die zweite Laufentscheidung der Männer konnte der Oberwiesenthaler Uwe Bellmann wiederum siegreich gestalten. Seinen Dauerrivalen Holger Bauroth hielt er mit über einer halben Minute Vorsprung auf Abstand.
Datum: Sonnabend, 14. März 1987
| Platz | Sportler       | Mannschaft                | Zeit (h) |
| ----- | -------------- | ------------------------- | -------- |
| 1     | Uwe Bellmann   | SC Traktor Oberwiesenthal | 39:07,4  |
| 2     | Holger Bauroth | ASK Vorwärts Oberhof      | 39:41,5  |
| 3     | Jens Lautner   | SC Traktor Oberwiesenthal | 40:08,3  |

#### 30 km
Die erste Laufentscheidung der Männer konnte Uwe Bellmann, der gerade aus dem schwedischen Falun zurückgekehrt war, für sich entscheiden. Titelverteidiger Holger Bauroth kam mit über zwei Minuten Rückstand nur auf den Bronzeplatz.
Datum: Donnerstag, 12. März 1987
| Platz | Sportler       | Mannschaft                | Zeit (h)   |
| ----- | -------------- | ------------------------- | ---------- |
| 1     | Uwe Bellmann   | SC Traktor Oberwiesenthal | 1:22:41,05 |
| 2     | Uwe Leipold    | SC Motor Zella-Mehlis     | 1:23:16,00 |
| 3     | Holger Bauroth | ASK Vorwärts Oberhof      | 1:24:51,06 |

#### 50 km
Datum: Freitag, 20. März 1987
| Platz | Sportler       | Mannschaft                | Zeit (h)  |
| ----- | -------------- | ------------------------- | --------- |
| 1     | Frank Schröder | SC Dynamo Klingenthal     | 2:33:37,2 |
| 2     | Seidel         | SC Traktor Oberwiesenthal | 2:35:43,8 |
| 3     | Jan Steinert   | SC Traktor Oberwiesenthal | 2:37:50,5 |

#### 3 × 10-km-Staffel
Die vorletzte Entscheidung bei den Männern wurde diesmal nur mit drei statt der üblichen vier Starter pro Mannschaft ausgetragen. Auch hier setzten sich die Sachsen vom Fichtelberg um Uwe Bellmann souverän gegen die Oberhofer Mannschaft durch. Bellmann gewann damit seinen dritten Meistertitel.
Datum: Sonntag, 15. März 1987
| Platz | Mannschaft                | Sportler                               | Zeit (h)  |
| ----- | ------------------------- | -------------------------------------- | --------- |
| 1     | SC Traktor Oberwiesenthal | Jens Lautner Jan Steinert Uwe Bellmann | 1:21:16,0 |
| 2     | ASK Vorwärts Oberhof      | Dannhauer König Holger Bauroth         | 1:21:58,2 |
| 3     | SC Dynamo Klingenthal     | Pawliczek Lutz Liebig Frank Schröder   | 1:22:08,9 |

### Frauen

#### 5 km
Die erste Laufentscheidung der Frauen konnte die Oberhoferin Kerstin Moring für sich entscheiden. Allerdings fehlte zum Teil auch namhafte Konkurrenz wie die erkrankte Vorjahresmeisterin Simone Opitz und die WM-Starterin Gaby Nestler.
Datum: Donnerstag, 12. März 1987
| Platz | Sportler       | Mannschaft                | Zeit (h) |
| ----- | -------------- | ------------------------- | -------- |
| 1     | Kerstin Moring | ASK Vorwärts Oberhof      | 14:52,07 |
| 2     | Annette Malter | SC Motor Zella-Mehlis     | 15:06,04 |
| 3     | Noack          | SC Traktor Oberwiesenthal | 15:17,03 |

#### 10 km
Nach den 5 km konnte Kerstin Moring auch die 10 km für sich entscheiden. Den Silberrang belegte die WM-Starterin Simone Greiner-Petter.
Datum: Sonnabend, 14. März 1987
| Platz | Sportler              | Mannschaft            | Zeit (h) |
| ----- | --------------------- | --------------------- | -------- |
| 1     | Kerstin Moring        | ASK Vorwärts Oberhof  | 29:48,4  |
| 2     | Simone Greiner-Petter | SC Motor Zella-Mehlis | 30:03,3  |
| 3     | Annette Malter        | SC Motor Zella-Mehlis | 30:32,7  |

#### 20 km
Datum: Freitag, 20. März 1987
| Platz | Sportler              | Mannschaft            | Zeit (h)  |
| ----- | --------------------- | --------------------- | --------- |
| 1     | Simone Greiner-Petter | SC Motor Zella-Mehlis | 1:08:06,1 |
| 2     | Susann Kuhfittig      | SC Motor Zella-Mehlis | 1:09:15,6 |
| 3     | Annette Malter        | SC Motor Zella-Mehlis | 1:09:31,2 |

#### 4 × 5-km-Staffel
Eine dritte Goldmedaille blieb Kerstin Moring verwehrt. Zu stark war die Staffel vom SC Motor Zella-Mehlis, die mit Simone Greiner-Petter und Susanne Kuhfittig zwei Mitglieder der Nationalmannschaftsstaffel von Oberstdorf präsentieren konnte. Mit über einer Minute Vorsprung verwiesen sie die Staffel aus Oberwiesenthal auf den zweiten Platz. Die Staffel des ASK Oberhof holte Bronze.
Datum: Sonntag, 15. März 1987
| Platz | Mannschaft                | Sportler                                              | Zeit (h) |
| ----- | ------------------------- | ----------------------------------------------------- | -------- |
| 1     | SC Motor Zella-Mehlis     | Simone Greiner-Petter Susann Kuhfittig Annette Malter | 45:31,1  |
| 2     | SC Traktor Oberwiesenthal | Meier Herrmann Noack                                  | 46:39,9  |
| 3     | ASK Vorwärts Oberhof      | Stahnke Kerstin Moring Renner                         | 47:39,20 |

## Nordische Kombination

### Einzel
Die Nordischen Kombinierer eröffneten mit ihrem Sprungwettbewerb von der großen Aschbergschanze den zweiten Teil der Meisterschaften. Danach lag Favorit Heiko Hunger, der schon 3 Medaillen bei den Spezialspringern geholt hatte, in Führung. Mit 1:36 Minuten Vorsprung vor dem Oberwiesenthaler Bernd Blechschmidt ging Hunger in die Loipe. Schon nach der Hälfte des Rennens hatte Blechschmidt jedoch aufgeschlossen und zog vorbei. Am Ende kam er mit über einer Minute Vorsprung ins Ziel und konnte so seinen ersten Meistertitel feiern.
Datum: Sprunglauf Mittwoch, 11. März 1987; 15 km Donnerstag, 12. März 1987
| Platz | Sportler           | Mannschaft                | Punkte |
| ----- | ------------------ | ------------------------- | ------ |
| 1     | Bernd Blechschmidt | SC Traktor Oberwiesenthal | 417,43 |
| 2     | Heiko Hunger       | SC Dynamo Klingenthal     | 407,35 |
| 3     | Thomas Abratis     | SC Dynamo Klingenthal     | 391,98 |

### Mannschaft
Bei der Mannschaftsentscheidung der Kombinierer holte der Klingenthaler Heiko Hunger seine dritte Goldmedaille. Nach dem Springen und 3-mal 10 Kilometern Laufstrecke hatten er und seine Mannschaftskameraden Thomas Abratis und Uwe Dotzauer einen Vorsprung von sage und schreibe über neun Minuten herausgelaufen. Die Oberwiesenthaler Mannschaft um den Einzelsieger Bernd Blechschmidt reihte sich hinter den Oberhofer Armeesportlern auf Platz drei ein.
| Platz | Mannschaft                | Sportler                                 | Rückstand (min) |
| ----- | ------------------------- | ---------------------------------------- | --------------- |
| 1     | SC Dynamo Klingenthal     | Heiko Hunger Thomas Abratis Uwe Dotzauer |                 |
| 2     | ASK Vorwärts Oberhof      | Hüther Schmidt Jakob                     | 9:09            |
| 3     | SC Traktor Oberwiesenthal | Sven Leonhardt Wagler Bernd Blechschmidt | 9:59            |

## Skispringen

### Normalschanze Einzel
Den ersten Wettbewerb der Meisterschaften entschied der Klingenthaler Manfred Deckert mit Sprüngen von 73,5 und 71,5 m auf der Mühleithener Vogtlandschanze klar für sich. Klaus Ostwald, der nach dem ersten Durchgang noch Zweiter war, rutschte noch aus den Medaillenrängen. Nach eher unbefriedigenden Weltmeisterschaften ohne Medaille kam Jens Weißflog auch im Vogtland nicht zurecht und belegte nur Rang drei.
Datum: Sonnabend, 7. März 1987
| Platz | Sportler        | Mannschaft                | Punkte |
| ----- | --------------- | ------------------------- | ------ |
| 1     | Manfred Deckert | SC Dynamo Klingenthal     | 225,5  |
| 2     | Ingo Lesser     | ASK Vorwärts Oberhof      | 213,2  |
| 3     | Jens Weißflog   | SC Traktor Oberwiesenthal | 206,3  |
| 4     | Klaus Ostwald   | SC Dynamo Klingenthal     | 204,6  |
| 5     | Ulf Findeisen   | SC Traktor Oberwiesenthal | 204,2  |

### Normalschanze Mannschaft
Im Mannschaftswettbewerb von der Normalschanze machten die Männer vom SV Dynamo Klingenthal den Triumph perfekt. Auch das dritte Sprunggold ging ins Vogtland. Noch vor der Mannschaft vom Fichtelberg konnte der ASK Oberhof mit seiner relativ jungen Mannschaft den Silberrang belegen. Insgesamt waren 7 Mannschaften am Start.
Datum: Montag, 9. März 1987
| Platz | Mannschaft                | Sportler                                                  | Punkte |
| ----- | ------------------------- | --------------------------------------------------------- | ------ |
| 1     | SC Dynamo Klingenthal     | René Kummerlöw Heiko Hunger Klaus Ostwald Manfred Deckert | 607,0  |
| 2     | ASK Vorwärts Oberhof      | Baranski Petzold Frank Sauerbrey Ingo Lesser              | 587,2  |
| 3     | SC Traktor Oberwiesenthal | Rölz Grundig Jens Weißflog Ulf Findeisen                  | 575,5  |

### Großschanze
Auch beim zweiten Sprungwettbewerb, diesmal auf der Aschbergschanze, lag ein Klingenthaler Athlet vorn. Diesmal siegte Heiko Hunger, der eigentlich ein Nordischer Kombinierer war, vor seinem Klubkameraden Klaus Ostwald. Jens Weißflog kam nur auf den vierten Platz. Unter den ersten Fünf landete kein einziger Springer aus Thüringen.
Datum: Sonntag, 8. März 1987
| Platz | Sportler        | Mannschaft                | Punkte |
| ----- | --------------- | ------------------------- | ------ |
| 1     | Heiko Hunger    | SC Dynamo Klingenthal     | 232,5  |
| 2     | Klaus Ostwald   | SC Dynamo Klingenthal     | 227,2  |
| 3     | Ulf Findeisen   | SC Traktor Oberwiesenthal | 226,8  |
| 4     | Jens Weißflog   | SC Traktor Oberwiesenthal | 224,9  |
| 5     | Manfred Deckert | SC Dynamo Klingenthal     | 221,1  |

## Medaillenspiegel
Durch die dreifachen Meister Uwe Bellmann (Oberwiesenthal) und Heiko Hunger (Klingenthal) hatten die beiden sächsischen Leistungszentren die Nase vorn. Nur durch eine Silbermedaille mehr konnten die Vogtländer am Ende vor heimischer Kulisse die Medaillenwertung gewinnen.
| Medaillenspiegel (nach allen 11 Wettbewerben) | Medaillenspiegel (nach allen 11 Wettbewerben) | Medaillenspiegel (nach allen 11 Wettbewerben) | Medaillenspiegel (nach allen 11 Wettbewerben) | Medaillenspiegel (nach allen 11 Wettbewerben) | Medaillenspiegel (nach allen 11 Wettbewerben) |
| Platz                                         | Mannschaft                                    | Gold                                          | Silber                                        | Bronze                                        | Gesamt                                        |
| --------------------------------------------- | --------------------------------------------- | --------------------------------------------- | --------------------------------------------- | --------------------------------------------- | --------------------------------------------- |
| 1                                             | SC Dynamo Klingenthal                         | 4                                             | 2                                             | 2                                             | 8                                             |
| 2                                             | SC Traktor Oberwiesenthal                     | 4                                             | 1                                             | 6                                             | 11                                            |
| 3                                             | ASK Oberhof                                   | 2                                             | 5                                             | 2                                             | 9                                             |
| 4                                             | SC Motor Zella-Mehlis                         | 1                                             | 3                                             | 1                                             | 5                                             |